# Goodnight and Go
 (octobre 2018).
Si vous disposez d'ouvrages ou d'articles de référence ou si vous connaissez des sites web de qualité traitant du thème abordé ici, merci de compléter l'article en donnant les références utiles à sa vérifiabilité et en les liant à la section « Notes et références ».
Singles de Imogen Heap
Hide and Seek Headlock
Goodnight and Go est une chanson du compositeur-interprète britannique Imogen Heap. 
C'est le deuxième single de son album Speak for Yourself sorti en 2005. Ce single a été un peu plus populaire aux États-Unis que Hide and Seek. Le clip a été diffusé sur VH1, Jeff Beck y joue de la guitare.

## Sortie
Goodnight and Go a été remixé par Heap pour la radio afin d'y inclure des éléments de performances en direct. La chanson porte le nom de Immi's Radio Mix, accompagné du nouveau titre Speeding Cars.
La vidéo, qui figure sur le disque, a été diffusée sur MTV et VH1 UK au début du mois d'avril. Plus tard dans le mois, il a été diffusé sur d’autres chaînes de télévision. Le single s'est classé au numéro 56 dans le classement officiel des 75 meilleurs singles au Royaume-Uni. Un montage spécial de la vidéo pour le marché américain a été publié fin avril.
Les nouvelles démos de Mac OS X v10.5 présentées le 11 juin 2007 comportent Goodnight and Go. 
La chanson figurait dans la deuxième série de Made in Chelsea, diffusée le 14 novembre 2011. 
En 2009, la chanson s'est vendue à 159 000 exemplaires aux États-Unis.

## Liste des titres
CD du single et vinyle
1. Goodnight and Go (Immi s Radio Mix) – 3:26
2. Speeding Cars – 3:31

CD Promo
1. Goodnight and Go (Immi s Radio Mix) – 3:26
2. Goodnight and Go (album version) – 3:52

## Classement
| Classement (2006)        | Meilleure Position |
| ------------------------ | ------------------ |
| Pologne[réf. nécessaire] | 21                 |
| Royaume-Uni              | 56                 |

## Version d'Ariana Grande
Pistes de Sweetener
better off Pete Davidson
En 2018, la chanteuse américaine Ariana Grande reprenait / remixait la chanson de son album Sweetener.

## Voir Aussi